# Rumian rzymski

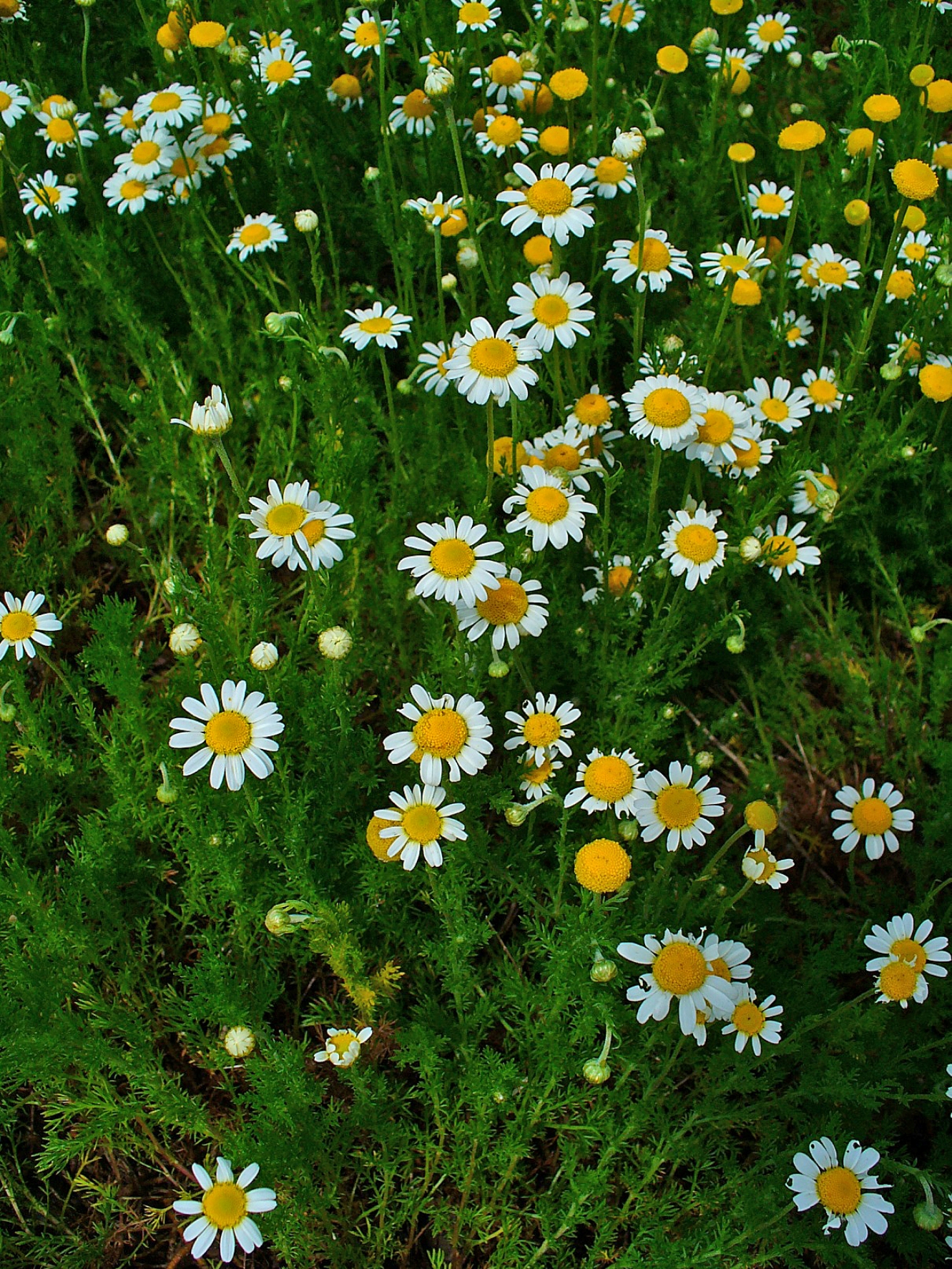
Pokrój

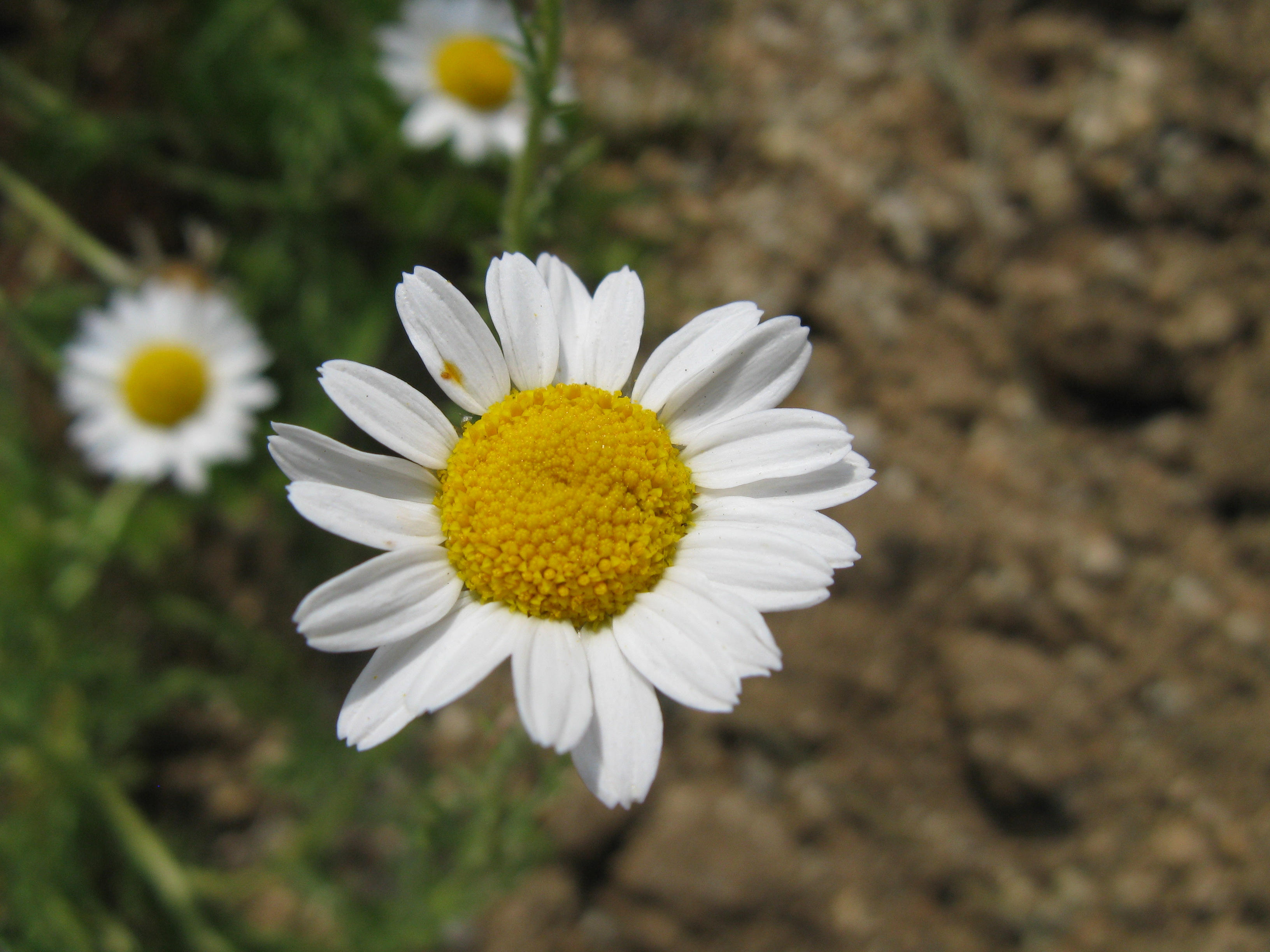
Kwiatostan

Rumian rzymski, r. szlachetny (Chamaemelum nobile) – gatunek rośliny z rodziny astrowatych. Nazwa zwyczajowa związana jest z tradycyjnym włączaniem tego gatunku do rodzaju rumian Anthemis.

## Rozmieszczenie geograficzne
Pochodzi z obszarów: Azory, Algieria, Maroko, Portugalia, Francja, Hiszpania, Irlandia, Anglia, ale rozprzestrzenił się również na innych terenach poza tymi obszarami swojego rodzimego występowania. Jest zwykle uprawiany, także w Polsce, często dziczejący.

## Morfologia
ŁodygaRozgałęziona, miękko owłosiona, z płonnymi pędami u nasady, w górnej części bezlistna. Osiąga wysokość 30 cm.
LiścieDwu- lub trzykrotnie pierzastosieczne. Miękko owłosione do gładkich.
KwiatyKoszyczki białe lub żółtawoszare o średnicy 8–20 mm. Pełne, stożkowe dno kwiatowe. Podstawa dna otoczona jest osadnikiem złożonym z 2–3 rzędów zwartych, dachówkowato zachodzących okrywolistków o błoniastych brzegach. Większość kwiatów stanowią kwiaty języczkowate, ale kilka jasnożółtych kwiatów rurkowatych występuje w części środkowej. Kwiaty języczkowate są białe, tępe, lancetowato wydłużone i wygięte z ciemnobrunatną zalążnią dolną, nitkowatą szyjką słupka zakończoną dwudzielnym znamieniem. Kwiaty rurkowate mają koronę w kształcie rurki zakończoną pięcioma ząbkami.
OwoceNiełupki posiadające 3 cienkie żeberka.

## Biologia i ekologia
Bylina, hemikryptofit. Kwitnie w czerwcu i lipcu. Zdziczały występuje czasami w siedliskach ruderalnych; na nasypach kolejowych, przydrożach. Liczba chromosomów 2n=18.

## Zastosowanie
Rumian rzymski jest źródłem oleju z rumianu (rumianku) rzymskiego destylowanego z koszyczków i wykorzystywanego do aromatyzowania likierów, herbaty, szamponów (zwłaszcza stosowanych do mycia jasnych włosów) i innych kosmetyków. Gatunek stosowany był i jest wciąż jeszcze w mieszankach trawnikowych, ceniony ze względu na dużą odporność na wydeptywanie i susze.

### Roślina lecznicza
Surowiec zielarskiKwiat rumianu rzymskiego (Chamomillae romanae flos) – wysuszone koszyczki o zawartości olejku eterycznego nie mniejszej niż 7 ml/kg. Zawiera między innymi olejek eteryczny do 2,5% (chamazulen, farnezen, pinokarwon, estry butylowy oraz izoamylowy kwasów angelilikowego, izomasłowego, tyglinowego i metyloakrylowego), flawonoidy, fitosterole, kwas kawowy, cholinę, gorycze.
Działanie i zastosowaniePrzeciwskurczowe, moczopędne, przeciwzapalne, napotne, uspokajające. Stosowany w stanach skurczowych narządów trawiennych, niestrawności, braku łaknienia, przy przeziębieniach, anginie, w chorobie wrzodowej żołądka. Pomocniczo w nerwobólach.
ZbiórZbiera się kwitnące koszyczki bez szypułek i suszy na sitach w suszarni, w temp. 35 °C. Przechowuje się w zamkniętych pojemnikach.